# Người Vương quốc Liên hiệp Anh và Bắc Ireland
Người Vương quốc Liên hiệp Anh và Bắc Ireland, người Anh Quốc hoặc người Britain (tiếng Anh: British people) là công dân của Vương quốc Liên hiệp Anh và Bắc Ireland, gọi tắt là Anh Quốc. Nguồn gốc của nhóm sắc tộc này có từ khắp trên Quần đảo Anh, và nhóm sắc tộc này bao gồm có: người Anh (người England), người Scotland, người Wales, người Bắc Ireland.

## Phân bố
Ngoài Vương quốc Liên hiệp Anh và Bắc Ireland và các lãnh thổ hải ngoại thuộc Anh được phân bố ở nhiều nơi trên thế giới như:
- Châu Âu gồm có:
  - Bắc Âu: Na Uy, Thụy Điển, Phần Lan
  - Tây Âu: Bỉ, Hà Lan, Ireland, Pháp
  - Trung Âu: Đức, Thụy Sĩ
  - Nam Âu:
    - Tây Nam Âu: Bồ Đào Nha, Tây Ban Nha
    - Đông Nam Âu: Hy Lạp, Ý, Síp
- Châu Mỹ gồm có:
  -     - Bắc Mỹ: Canada, México, Hoa Kỳ
    - Nam Mỹ: Argentina, Brasil, Chile, Peru
    - Vùng Caribe: Barbados, Bermuda, Cuba, Jamaica, Trinidad và Tobago
- Châu Phi gồm có:
  - Tây Phi: Kenya
  - Nam Phi: Cộng hòa Nam Phi
- Châu Đại Dương: New Zealand và gồm có:
  - Châu Úc: Úc, Papua New Guinea
- Châu Á gồm có
  - Đông Á: Hồng Kông, Nhật Bản
  - Đông Nam Á: Singapore
  - Nam Á: Ấn Độ, Pakistan
  - Trung Đông: Ả Rập Xê Út, Các Tiểu vương quốc Ả rập Thống nhất, Israel, Thổ Nhĩ Kỳ

## Những nhân vật nổi tiếng
Những người nổi tiếng có nguồn gốc sắc tộc và có quốc tịch Vương quốc Liên hiệp Anh và Bắc Ireland là:

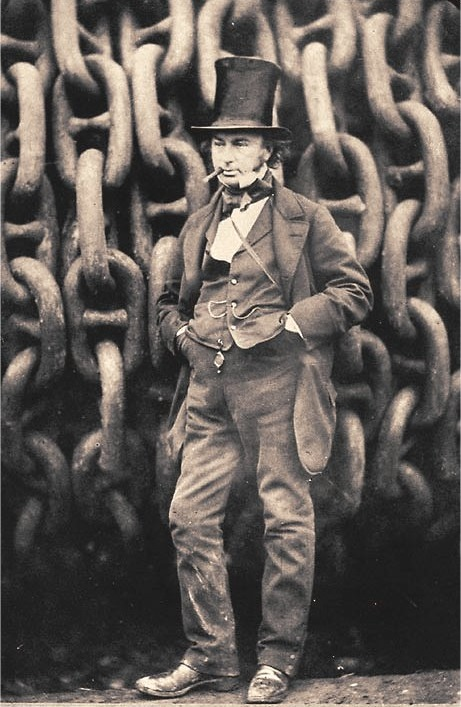
Isambard Kingdom Brunel, kỹ sư.
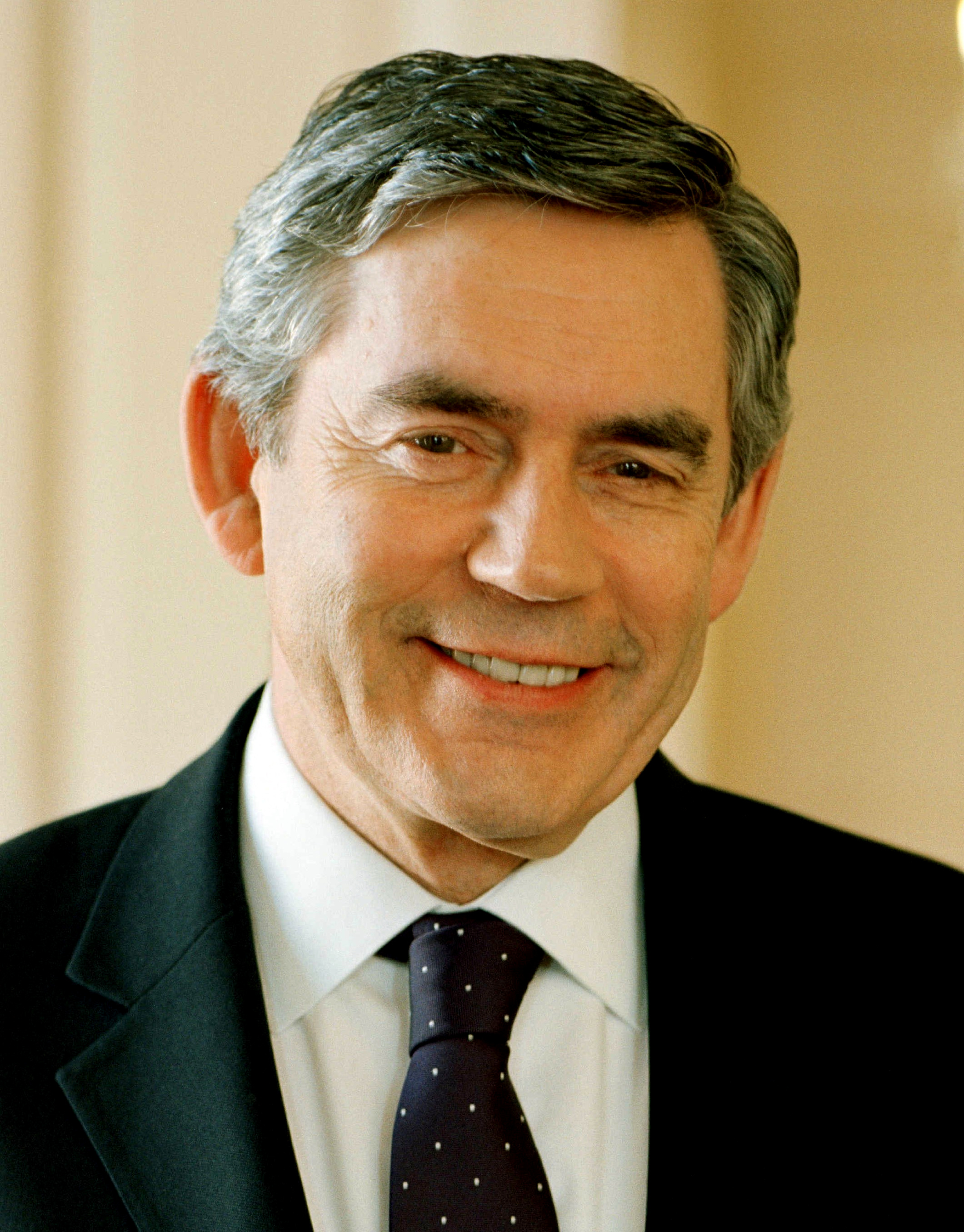
Gordon Brown, cựu thủ tướng Vương quốc Liên hiệp Anh và Bắc Ireland.
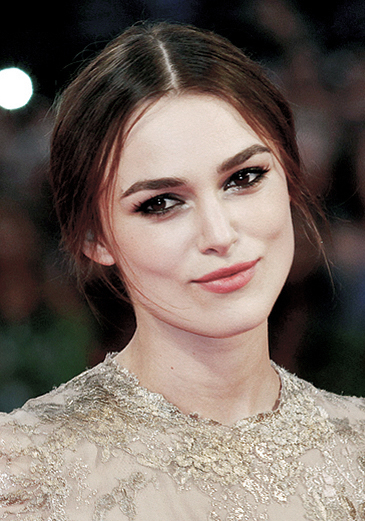
Keira Knightley, diễn viên, người mẫu.
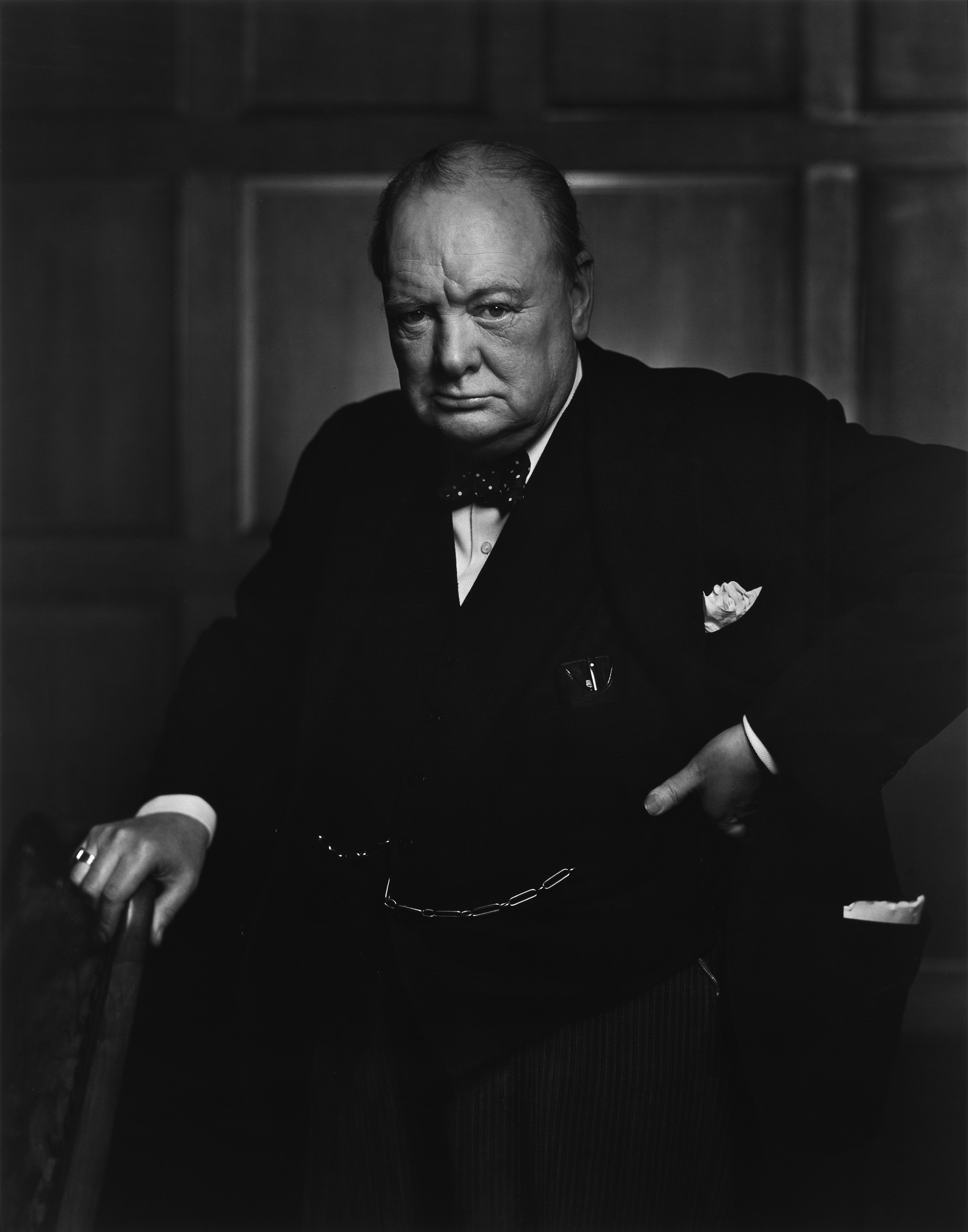
Winston Churchill, cựu thủ tướng Vương quốc Liên hiệp Anh và Bắc Ireland.
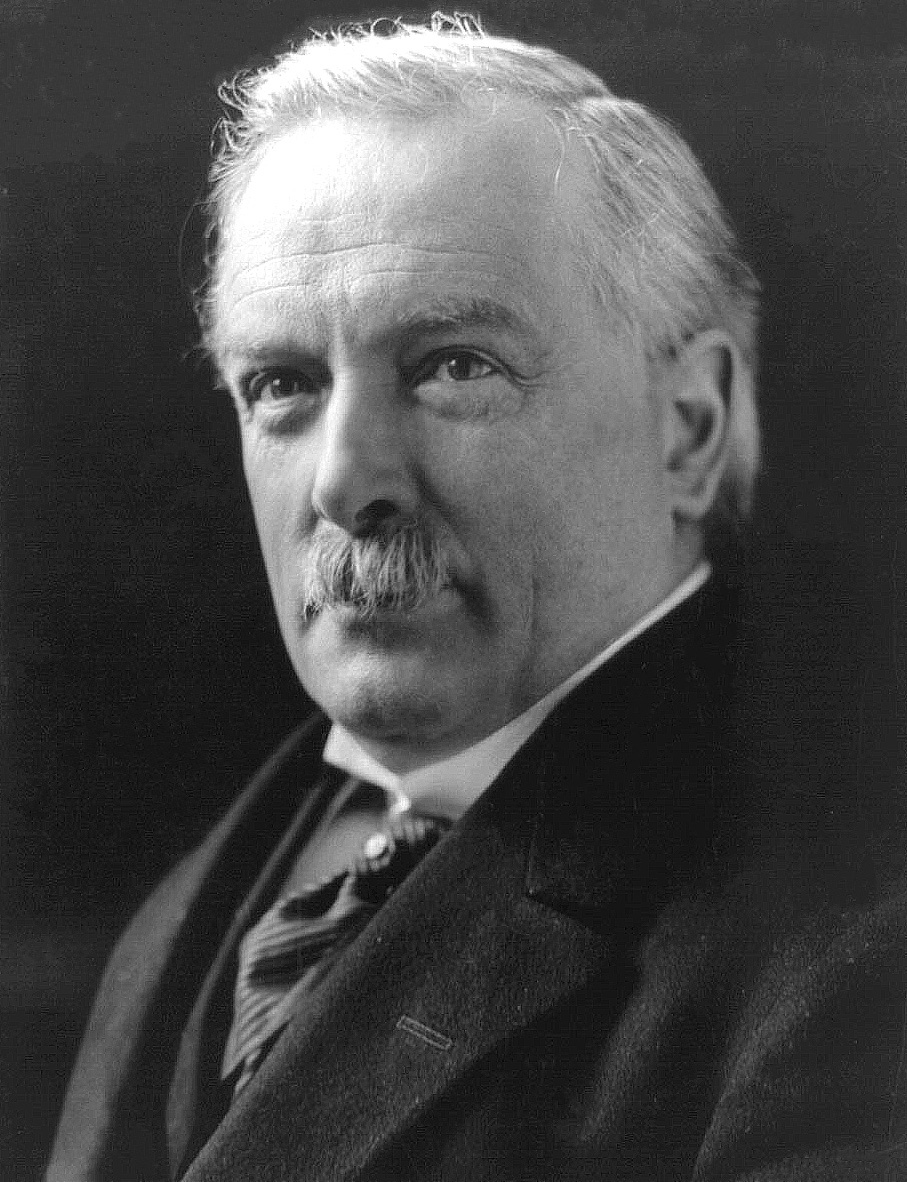
David Lloyd George, cựu thủ tướng Vương quốc Liên hiệp Anh và Bắc Ireland.
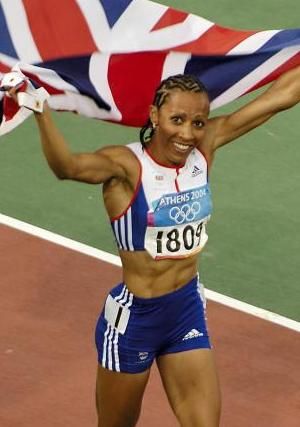
Kelly Holmes, cựu vận động viên điền kinh.
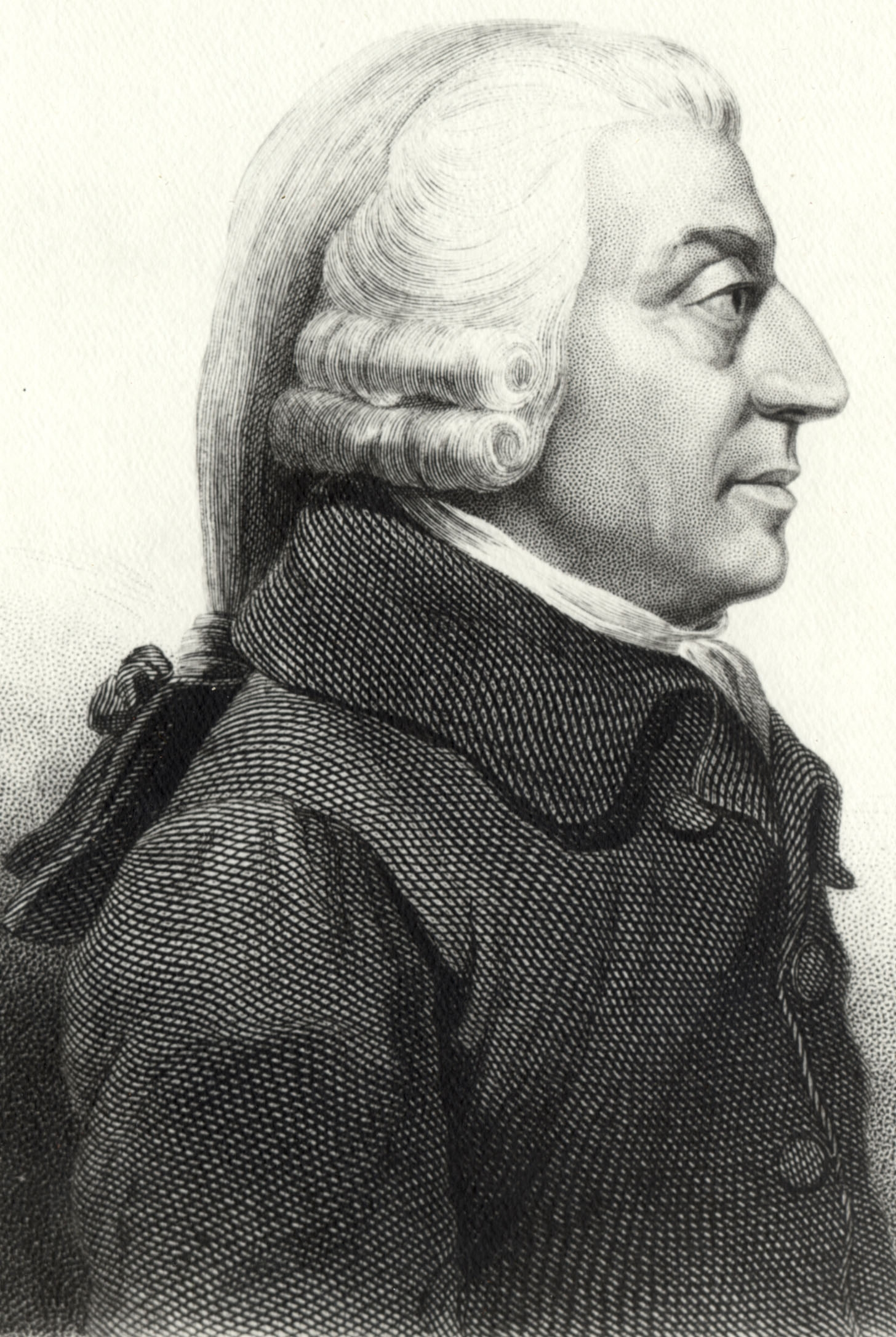
Adam Smith, nhà triết học.
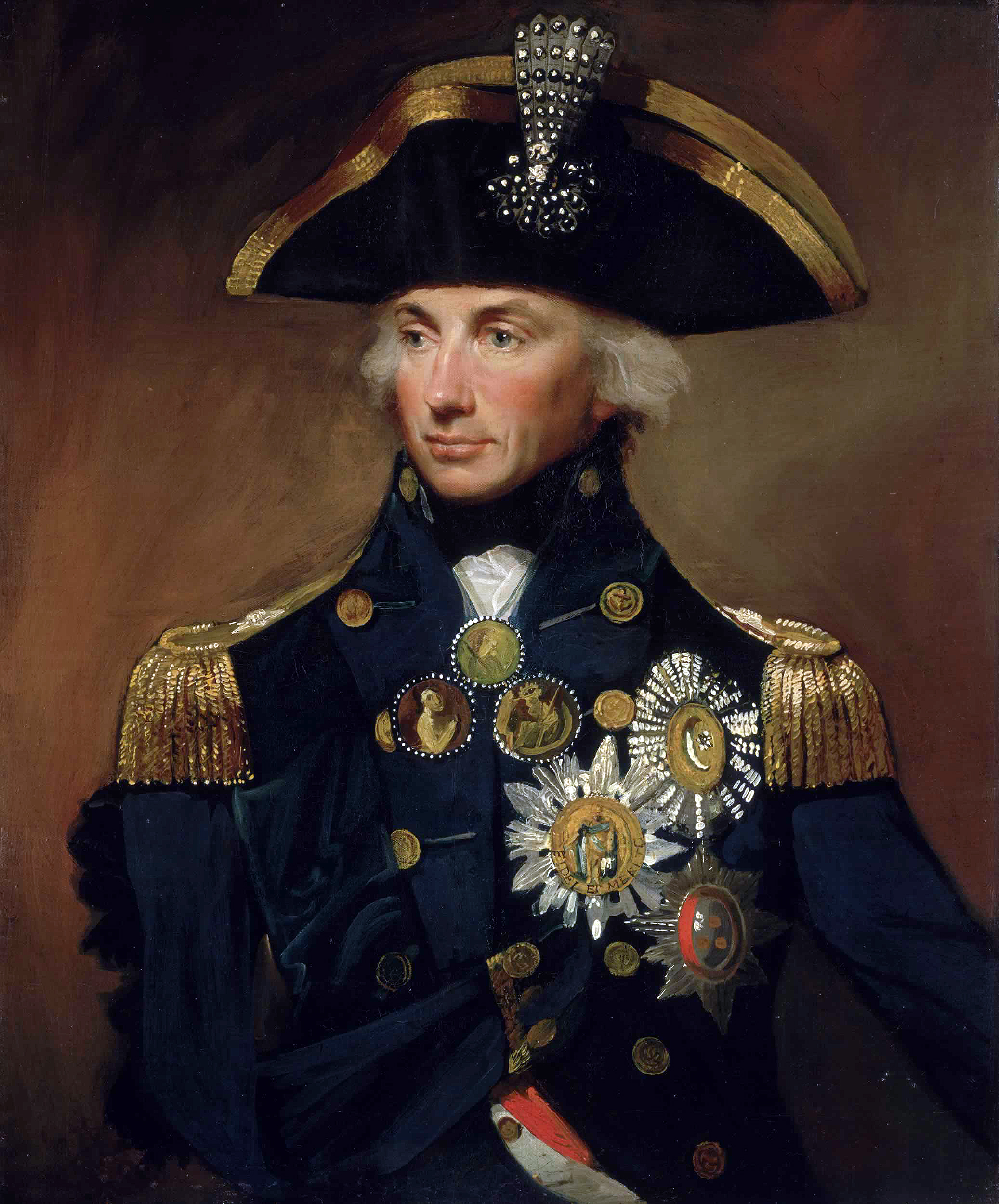
Horatio Nelson, đô đốc.
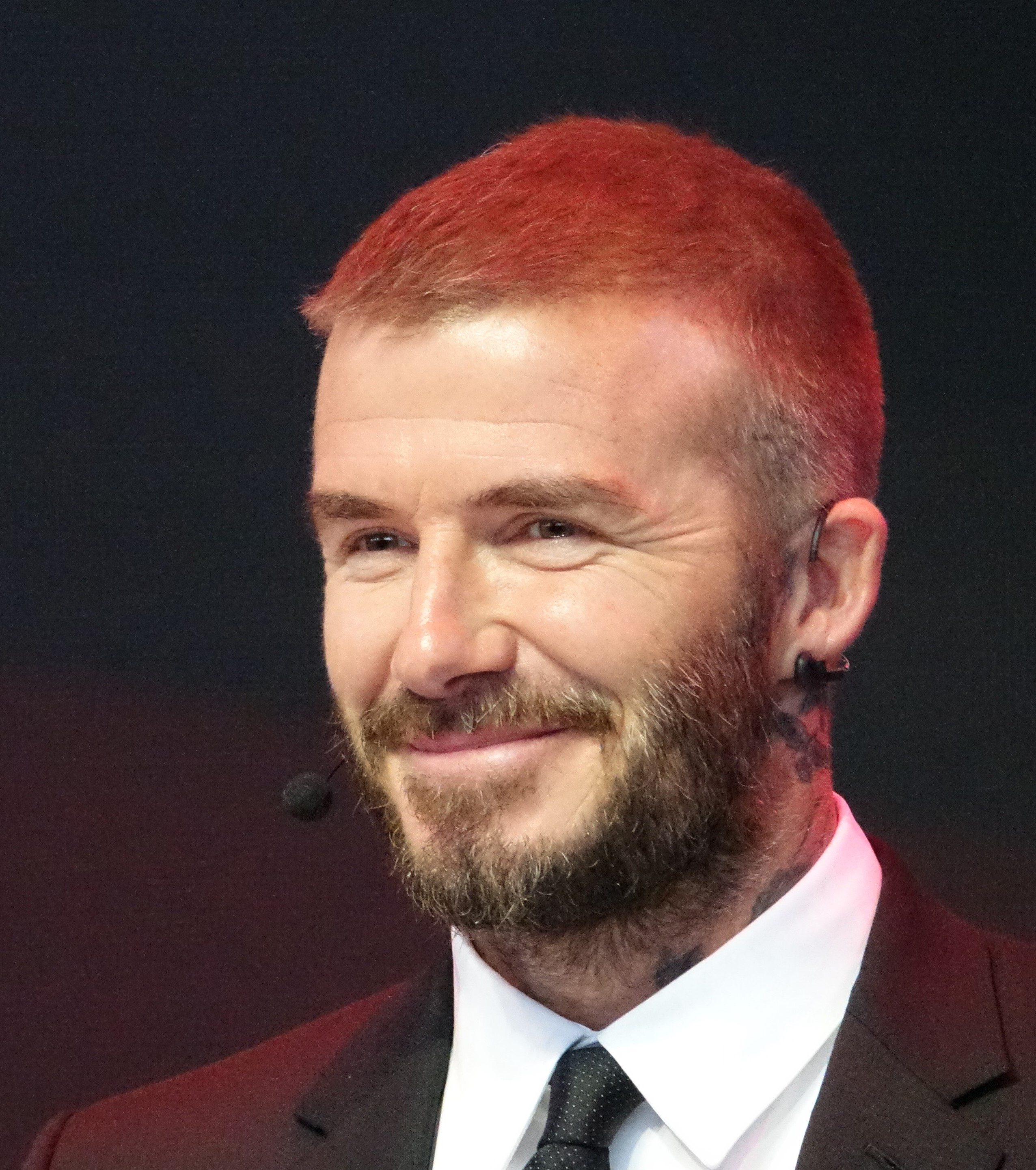
David Beckham, cầu thủ bóng đá